# Dreams Come True (Glee)
"Dreams Come True" er seriefinalen af den amerikanske musikalske tv-serie Glee. Det er også den 13. og sidste episode af showets sjette sæson og den 121. episode samlet set. Episoden er skrevet af showets medskabere Ryan Murphy, Brad Falchuk og Ian Brennan og er instrueret af Bradley Buecker. "Dreams Come True" blev sendt på Fox i USA den 20. marts 2015 sammen med den tidligere episode, "2009", som en særlig to-timers finale.
Episoden har eftervirkningerne af New Directions' sejr ved den nationale showkorskonkurrence i 2015, med ændringer i vente for både skolen selv såvel som Will Schuester.

## Eksterne links
- Dreams Come True på Internet Movie Database (engelsk)
- Dreams Come True hos TV.com (engelsk)